# Fosa de metall

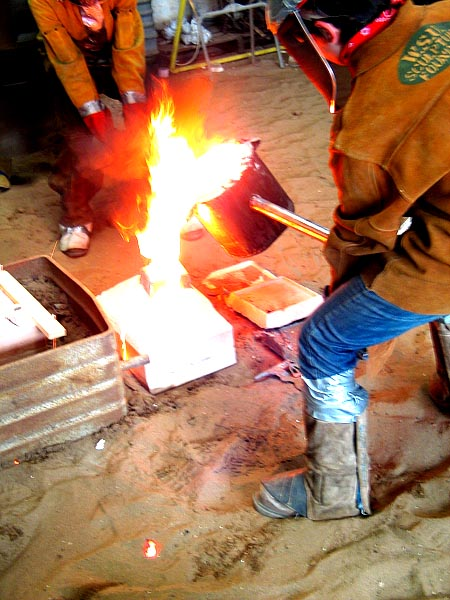
Colada d'una fosa de ferro en un motllo de sorra. En aquest cas, el material obtingut s'anomena ferro colat

La fosa de metall és el procés d'abocar un metall líquid a un motlle que conté una cavitat buida de la forma desitjada i llavors deixar-lo refredar i solidificar. El material solidificat també és conegut amb el nom de fosa, que després s'expulsa o es treu del motlle per completar el procés. La fosa s'utilitza sovint per fer formes complexes difícils o antieconòmiques per altres mètodes.
Els processos de fosa se subdivideixen en dues categories principals segons el tipus de motlle emprat: motlles d'un sol ús i reutilitzables. A més a més, es poden dividir segons el material del motlle, com sorra o metall, i pel mètode d'ompliment, com gravetat, buit, o baixa pressió.

## Teoria
La fosa és un procés de solidificació i això significa que el fenomen de la solidificació controla bona part de les propietats del material obtingut. A més, la majoria dels defectes que presenta la fosa ocorren durant la solidificació, com per exemple la formació de bombolles de gas (porositat gasosa) i l'encongiment del material sòlid.
La solidificació té lloc en dos passos: nucleació i creixement cristal·lí o cristal·logènesi. En l'etapa de nucleació les partícules sòlides comencen a formar-se dins del líquid. Quan aquestes partícules es formen, la seva energia interna és més baixa que el líquid que les envolta, i això crea una interfície d'energia entre la superfície del sòlid i el líquid. La formació d'aquesta interfície exigeix energia i per tal que la nucleació tingui lloc la partícula es refreda per sota la seva temperatura de congelació, a causa de l'energia extra necessària perquè es formin les superfícies d'interfície energètiques. Després, durant l'etapa del creixement cristal·lí s'allibera calor i la temperatura torna al nivell del punt de congelació. La nucleació té lloc preferentment sobre una superfície sòlida (partícula) preexistent perquè no és necessària tanta energia per crear una superfície d'interfície parcial, com per a una superfície d'interfície esfèrica completa. Això pot ser avantatjós perquè les foses de gra fi posseeixen millors propietats que les foses de gra gruixut. Una estructura de gra fina es pot provocar mitjançant un procés de refinament de gra o de sembrat, que és el procés d'addició d'impureses controlades per provocar la nucleació.
Totes les nucleacions dins un líquid són cristalls que creixen mentre el líquid residual intercanviï la calor de fusió que es posa en joc fins que no quedi més líquid. La direcció, velocitat i tipus de creixement es poden controlar per maximitzar les propietats de la fosa. El procés de solidificació direccional té lloc quan es comença a solidificar el material per un extrem i es continua fins al final; aquest és el tipus ideal de creixement de gra perquè sempre deixa material líquid per compensar l'encongiment del sòlid.

### Corbes de refredament
Vegeu també: Corbes de refredament

Les velocitats de refredament moderades d'un líquid fos pot formar microestructures dendrítiques. En aquesta imatge es poden veure dendrites primàries i secundàries.

Les corbes de refredament són importants a l'hora de controlar la qualitat d'una fosa. El paràmetre més important de la corba de refredament és la "velocitat de refredament" que afecta la microestructura del material sòlid que s'obté i les seves propietats. En general, si la fosa es refreda de pressa, tindrà una estructura de gra fi, mentre que si es refreda lentament tindrà una estructura de gra gruixut. La gràfica de més avall representa una corba de refredament d'un metall pur o una mescla eutèctica, amb la terminologia habitualment emprada.
Abans de l'interval de temperatura constant tot el material és líquid, i després d'aquest tot el material és sòlid; durant el temps en què la temperatura no canvia, el material s'està convertint d'un líquid en un sòlid (canvi de fase). En aquest període coexisteixen les dues fases (sólida i líquida) en equilibri termodinàmic.
La corba de refredament anteriorment citada descriu una situació típica d'un metall pur o mescla eutèctica; tanmateix, la majoria de les foses són aliatges que tenen unes corbes de refredament més complexes, tal com es mostre en la figura següent.

En aquest cas no hi ha un interval de temperatura constant. Des que comença la solidificació fins que s'acaba, la temperatura disminueix monòtonament. La relació entre el diagrama de fases i la corba de refredament s'indica clarament en la figura adjunta.

### La regla de Chvorinov
El temps de solidificació local es pot calcular mitjançant la regla de Chvorinov, que es formula:
{\displaystyle t=B\left({\frac {V}{A}}\right)^{n}}
En aquesta fórmula t és el temps de solidificació, V és el volum de la fosa, A és la superfície de la fosa amb contacte amb el motlle, n és una constant, i B és la constant del motlle. És molt útil determinar si el material fos se solidificarà abans de formar-se completament la fosa, Si la fosa se solidifica en els alimentadors del motlle el procés és del tot inútil.

### El sistema de portes

Un senzill sistema de portes d'un motlle de distribució horitzontal.

El sistema de portes o de portades serveix per a molts propòsits, el més important és conduir el material líquid al motlle, però també per controlar la contracció del material quan solidifica, la velocitat del líquid fos, la turbulència, i per atrapar les escòries que pot arrossegar el líquid fos. Les portes normalment es posen a la part més gruixuda del motlle per ajudar a controlar la contracció del material. Moltes vegades fan falta motlles més complexes amb més d'una porta o canals de distribució ("runners") per conduir i emplenar totes les cavitats del motlle. La velocitat del material fos també és important perquè si el líquid va massa lent pot refredar-se i solidificar abans d'omplir completament el motlle i provocar un mal funcionament del sistema. Si el material fos es mou massa de pressa, llavors el material líquid pot erosionar el motlle i contaminar la fosa final. La forma i llargada del sistema de portes també poden controlar la velocitat a la qual es refreda el material; canals curts i arrodonits o de secció quadrada minimitzen les pèrdues tèrmiques.
El sistema de portes pot ser dissenyat per minimitzar turbulències, depenent del material de la fosa. Per exemple, l'acer, ferro colat, i la majoria dels aliatges de coure són insensibles a les turbulències, però els aliatges d'alumini i magnesi són molt sensibles a aquestes. Pels materials insensibles a les turbulències normalment es fa servir un sistema de portes curt i obert a l'atmosfera per omplir el motlle tan de pressa com sigui possible. En canvi, pels materials sensibles a les turbulències es fan servir motlles amb canals de distribució curts per minimitzar la distància que el material ha de recórrer per entrar en el motlle. S'utilitzen tremuges d'alimentació de secció rectangular i de forma cònica ("cup" i "sprues") per evitar la formació de vòrtexs mentre el material flueix al motlle; aquests vòrtexs tendeixen a xuclar gas i escòries cap al motlle que contaminen la fosa. També es fa servir un canal de distribució llarg per dissipar l'energia cinètica del material líquid mentre cau per la tremuja cap avall, disminuint així les turbulències. L'estrangulació, que és la secció més petita en el sistema de portes que s'utilitza per controlar el flux de material fos, es posa a prop del canal d'alimentació primari per frenar i suavitzar el flux de material líquid. En alguns motlles, l'estrangulació es posa a prop de les portes per facilitat l'extracció del material solidificat, però això provoca moltes turbulències. Normalment Les portes es col·loquen al fons del motlle per minimitzar turbulències i esquitxos.
El sistema de portes també pot ser dissenyat per atrapar escòries. Un mètode és aprofitar el fet que algunes escòries tenen una densitat més baixa que el material desitjat, així flotarà a la part superior del sistema de portes. Per això els alimentadors plans i llargs amb portes que surten del fons dels canals de distribució poden atrapar escòria en aquests; de totes maneres, els alimentadors plans i llargs refredaran el material més ràpidament que els alimentadors de secció quadrada o rodona. Per a materials on l'escòria té una densitat similar al material desitjat, com per exemple en l'alumini, pot ser avantatjós fer servir "passadissos" i "pous". Aquests aprofiten el fet que l'escòria es troba normalment al començament de l'abocament, per això el canal de distribució s'estén més enllà de l'última porta(portes) i els contaminants són retinguts als pous. Les pantalles o filtres també es poden utilitzar per atrapar contaminants.
És important dissenyar la mida del sistema de portes com més petita millor, perquè tot ell s'ha d'eliminar del material sòlid desitjat i manufacturat i tornar a fondre's per ser reciclat. L'eficiència o rendiment, d'un sistema de portes pot ser calculat dividint el pes de la fosa pel pes total del metall abocat. Per això, com més alt és aquest nombre més eficient és el sistema de portes/alimentadors.

### Contracció
Hi ha tres tipus de contracció: contracció del líquid, contracció de solidificació i la contracció d'emmotllament. la contracció del líquid rarament és un problema perquè cada vegada hi ha més material fos que està fluint al motlle darrere d'ell. La contracció de solidificació ocorre perquè els metalls són menys densos com a líquid que en estat sòlid, així durant la solidificació la densitat de metall augmenta dramàticament i el seu volum específic disminueix. La contracció d'emmotllament es refereix a l'encongiment que ocorre quan el material es refreda des de la temperatura de solidificació fins a la temperatura ambient en el motlle, per causa a causa de la contracció tèrmica.

#### Contracció de solidificació
| Metall               | Percentatge |
| -------------------- | ----------- |
| Alumini              | 6.6         |
| Coure                | 4.9         |
| Magnesi              | 4.0 o 4,2   |
| Zinc                 | 3.7 o 6,5   |
| Acer baix en carboni | 2.5-3.0     |
| Acer alt en carboni  | 4.0         |
| Fosa blanca          | 4.0-5.5     |
| Fosa gris            | −2.5-1.6    |
| Fosa dúctil          | −4.5-2.7    |

La majoria dels materials encongeixen mentre se solidifiquen, però, com es pot veure a la taula de la dreta, uns quants materials no ho fan, com per exemple la fosa grisa. Pels materials que es contrauen durant la solidificació, el tipus d'encongiment depèn de la magnitud de l'interval de refredament del material, des que comença fins que acaba la solidificació. Pels materials amb un interval de solidificació petit, menys que 50°, es forma una cavitat o canal a l'interior de la fosa perquè les parts més externes i amb contacte amb les parets del motlle es refreden primer i, a poc a poc, la solidificació avança fins a l'interior del material. Els metalls purs i les mescles eutèctiques normalment tenen intervals de solidificació molt petits. Aquests materials tendeixen a formar una escorça en motlles a l'aire lliure, per això es coneixen com a aliatges formadors d'escorces. Pels materials amb un interval de congelació àmplia, més gran que 110°, la major part del material que va solidificant es troba dins de l'interval de temperatures compresses entre la corba del "liquidus" i del "solidus" i això fa que es formin petites bosses de líquid atrapat a l'interior, que finalment augmentaran la porositat del material. Aquestes foses tendeixen a tenir una pobra ductilitat, duresa, i resistència a la fatiga. Per a aquests tipus de materials pot ser necessària una operació secundària que impregni la fosa amb un metall de punt de fusió més baix o una resina.
Pels materials que tenen un interval de solidificació estret, la formació de cavitats o canals a l'interior es pot evitar dissenyant el motlle perquè afavoreixi la solidificació direccional. D'aquesta manera, el material fos solidifica primer en els punts més allunyats de la porta i progressivament segueix fins a la mateixa porta, això permet un flux continu de material líquid a la zona de solidificació i compensar així la contracció de solidificació, això es pot fer en el mateix sistema de portes o en els alimentadors de reserva.

#### Alimentadors de reserva

Diferents Tipus d'alimentadors de reserva

Els alimentadors de reserva són la manera més corrent de dirigir la solidificació direccional. Proporcionen metall líquid al material que es va solidificant per compensar l'encongiment de solidificació. Perquè un alimentador de reserva funcioni correctament, el material que aquest subministra ha de solidificar després del de la fosa, altrament no podria proporcionar metall líquid al sòlid que s'encongeix dins del motlle. Els alimentadors de reserva encareixen el procés de fabricació i disminueixen el rendiment global; i.e. es perd més metall en cada fosa. Una altra manera de promoure la solidificació direccional és afegint massalotes al motlle. Una massalota és qualsevol material que condueix la calor fora del motlle més ràpidament que el material utilitzat en el mateix.
Els alimentadors de reserva es classifiquen segons tres criteris. El primer és segons si l'alimentador està obert o no a l'atmosfera; en el primer cas se'n diu "obert" i en el segon "tancat" o cec". El segon criteri és la seva situació; si està situat en la cavitat del motlle, llavors se'n diu "alimentador primari" i si està situat a prop del motlle se'n diu com un "alimentador lateral". Finalment, si l'alimentador de reserva està situat en el sistema de portes, de manera que ompli després la cavitat de modelatge, se'n diu "alimentador viu o calent", però si l'alimentador de reserva s'omple amb materials que ja han fluït a través de la cavitat del motlle, se'n diu "alimentador mort o fred".
Els elements auxiliars dels alimentadors de reserva són dispositius utilitzats per ajudar a crear solidificacions direccionals o per reduir el nombre d'alimentadors necessaris. Un d'aquests elements auxiliars són les "massalotes" que acceleren el refredament en una certa part del motlle. Hi ha dos tipus de massalotes: externes i internes. Les massalotes externes són masses de gran capacitat calorífica i alta conductivitat tèrmica que es posen a fora i al costat de la cavitat del motlle. Les massalotes internes són peces del mateix metall que s'està fonent i que es posen dins del motlle i que finalment passa'n a integrar-se en la fosa. També s'utilitzen mànigues d'aïllament que es poden instal·lar al voltant dels alimentadors per alentir la solidificació del material en aquests. També es poden instal·lar calefactors al voltant o damunt dels alimentadors per fer la mateixa funció.

#### Contracció d'emmotllament
| Metall      | Percentatge | in/ft    |
| ----------- | ----------- | -------- |
| Alumini     | 1.0 ??1.3   | 1⁄8-5⁄32 |
| Llautó      | 1.5         | 3⁄16     |
| Magnesi     | 1.0 ??1.3   | 1⁄8-5⁄32 |
| Ferro colat | 0.8 ??1.0   | 1⁄10-1⁄8 |
| Acer        | 1.5 ??2.0   | 3⁄16-1⁄4 |

La contracció que experimenta el material després de solidificar i arribar a la temperatura ambiental es pot controlar mitjançant un motlle sobredimensionat especialment adaptat al metall o aliatge de què es tracti. Per aquesta tasca s'utilitzen les regles d'encongiment o de contracció. Aquestes regles acostumen a donar un 2,5% de folgança depenent del material utilitzat i s'ha de tenir en compte en dissenyar el motlle.
L'encongiment d'emmotllament no té en compte les transformacions de canvi de fase. Per exemple, les reaccions eutèctiques, les reaccions martensítiques (martensític), i de grafitització poden provocar expansions o contraccions addicionals.

### Cavitat del motlle
La cavitat del motlle d'una fosa no reflecteix les dimensions exactes de la peça final acabada, en part degut a un cert nombre de raons. Aquestes modificacions de la cavitat del motlle es coneixen com a toleràncies i tenen en compte l'encongiment d'emmotllament, mecanització final, i altres distorsions. En motlles reutilitzables, aquestes toleràncies s'incorporen directament al motlle permanent, però en motlles d'un sol s'han d'incorporar als models que més tard donaran forma a la cavitat (matriu) que generarà la peça acabada. Pels motlles reutilitzables s'ha de tenir en compte la tolerància deguda al canvi de dimensions del mateix a causa de la temperatura de treball.
Per desemmotllar fàcilment la peça final acabada s'ha de tenir cura de les línies de tall o superfícies de tall del motlle. Aquestes superfícies de tall depenen de la mida i forma de la peça acabada, de la profunditat de la cavitat del motlle, de quina manera es traurà la peça manufacturada, del material del motlle i del tipus de procés emprat.
Les toleràncies degudes als processos de mecanització posterior a les peces obtingudes varien molt en funció del mètode de fosa. Les foses en motlles de sorra d'un sol ús presenten superfícies d'acabat rugoses i necessiten un mecanitzat posterior molt acurat; mentre que les foses fetes en un motlle omplert a pressió tenen un acabat de superfície molt fi que no necessita grans toleràncies d'acabat.
Les toleràncies per distorsions només són necessàries per a segons quines geometries de les peces fabricades. Per exemple, les foses en forma de U tendeixen a distorsionar-se perquè la base pot contreure's més, mentre que les ramas laterals ho fan menys perquè estan més constretes pel motlle.
Els nuclis o matrius es fan servir en els motlles d'un sol ús per generar formes internes. Les matrius poden ser de metall, encara que també es fan de sorra.

### Emplenat

Esquema d'una fosa en motlle permanent a baixa pressió

Hi ha uns quants mètodes habituals per omplir la cavitat del motlle: per gravetat, a baixa pressió, a alta pressió, i al buit.
El mètode d'emplenament d'un motlle al buit, també conegut com a contra-gravetat, és més eficient que l'emplenamet per gravetat perquè se solidifica menys material en el sistema de portes. L'emplenat per gravetat té només un rendiment entre 15-50% en comparació amb el de buit que és del 60-95%. En aquest sistema hi ha també menys turbulència, de manera que el sistema de portes es pot simplificar, ja que no ha de controlar les turbulències. Més encara, ja que el metall s'extreu per sota de la part superior de la piscina, aquest és lliure de contaminants i escòries, pel fet que aquestes tenen una densitat més baixa que el metall fos i floten a la part superior de la piscina. El diferencial de pressió ajuda el metall a fluir a tots els racons del motlle. Finalment, es poden utilitzar temperatures més baixes la qual cosa millora l'estructura de gra del material sòlid. La primera patent d'un proces de fosa al buit és de l'any 1879.
El mètode d'emplenat a baixa pressió utilitza aire a 5-15 psig (35-100 kPag) per forçar el metall líquid a pujar per un tub d'alimentació i emplenar el motlle. Aquest mètode elimina les turbulències que es manifesten en l'emplenat per gravetat, augmentant la densitat, la fiabilitat del procediment i la uniformitat del gra. Després que el metall s'hagi solidificat s'allibera la pressió i qualsevol líquid residual retorna al gresol o piscina, augmentant així el rendiment de l'operació.

#### Emplenat per vessament inclinat
L'emplenat per vessament inclinat és una tècnica d'emplenament poc usual. El gresol es fitxe al sistema de portes i el conjunt s'inclina lentament de manera que el metall líquid flueixi a la cavitat del motlle amb poca turbulència. L'objectiu és reduir la porositat i les inclusions no desitjades eliminant les turbulències. En la majoria dels casos aquest procediment no és útil per dificultats inherents al mateix mètode. Si el conjunt gressol-motlle es fa rodar massa lentament, el front de metall líquid se solidifica massa de pressa i això provoca un mal funcionament del sistema. En canvi, si roda massa de pressa s'indueixen turbulències que malbaraten els propòsits inicials del procediment. Durville de França va ser el primer a provar l'emplenat per vessament inclinat durant els anys 1800. Intentava utilitzar-lo per reduir defectes de superfície en l'encunyació de monedes de bronze d'alumini.

### Microstructura
La microestructura dels grans en els lingots i en la majoria de foses presenten tres regions o zones ben clares: la zona freda, la zona columnar, i la zona equiaxial. La imatge a sota descriu aquestes zones.
La zona freda s'anomena així perquè és la més propera a la pared del motlle i és la que es refreda més de pressa. En aquesta zona té lloc la nucleació del material i la formació dels primers cristalls. A mesura que el material es va refredant, els cristalls creixen en direcció del centre del motlle en forma de prims i llargues formes cristal·lines perpendiculars a la paret del motlle. Aquests cristalls no són desitjables perquè a causa de la seva morfologia presenten propietats anisòtropes. Finalment, en el centre del motlle es troba la zona equiaxial composta de cristalls sense una direcció privilegiada i orientats a l'atzar. Aquests cristalls són desitjables perquè presenten propietats isòtropes. Es pot afavorir la formació d'aquesta zona mitjançant l'emplenament a baixes temperatures i inclusions d'altres materials o inoculants.

### Inspecció
Els mètodes d'inspecció comuns per foses d'acer són la inspecció per partícules magnètiques i Inspecció per líquids penetrants. Els mètodes d'inspecció comuns per foses d'alumini són radiografia, proves per ultrasons, i inspecció per líquids penetrants.

#### Defectes
Hi ha un cert nombre de problemes que es poden trobar durant el procés de fosa. Els tipus principals són: porositat gasosa, defectes d'encongiment o contracció, defectes del material que forma el motlle, defectes del metall fos amb què s'omple el motlle i defectes metal·lúrgics.

## Fosa en motlles d'un sol ús
Les foses en motlles d'un sol ús és una classificació genèrica que inclou els motlles de sorra, plàstic, guix i de cera (mètode de la cera perduda)

### Motlles de guix
Normalment s'utilitza una peça de guix com una etapa prèvia en la producció d'una escultura en bronze o en pedra tallada. Les peces de guix duren més (si es mantenen fora de les inclemències del temps) que les d'argila que s'han de mantenir humides si no es vol que es trenquin. Amb un motlle en guix, el treball de fer la peça final en bronze o pedra tallada es pot ajornar fins a trobar les condicions ideals o trobar un client.
Amb guix d'emmotllar, de vegades reforçat amb sisal o arpillera, es cobreix un model d'argila i es deixa forjar. Una vegada endurit el guix se separa del model d'argila, i aquesta imatge negativa del model es pot fer servir més endavant (però només una vegada) per generar una altra imatge positiva de la peça, que es pot pintar i decorar a voluntat.

### Fosa en sorra
La fosa en sorra és un dels més populars i senzills mètodes d'emmotllament que ha estat utilitzat durant centúries. L'emmotllament en sorra permet fer lots de peces més petits que l'emmotllament en motlles permanents i a més baix cost. Aquest mètode no solament permet als fabricants crear productes a baix cost, sinó que permet fer també peces de mida molt petita. Amb aquesta tècnica es poden fer foses que caben a la palma de la mà fins a rails de tren. És possible fer peces metàl·liques de diferents metalls fent servir diferents tipus de sorra.
La fosa en motlles de sorra requereix alguns dies per tenir una gran producció (1-20 peces/h-motlle). La sorra verda (humida) no té gairebé cap límit de pes, mentre que la sorra seca té un límit pràctic de 2300-2700 kg. El mínim de pes pràctic és de 0,075-0,1 kg. La sorra s'aglutina mitjançant argiles, adhesius químics o olis polimeritzats (com els olis de motor). La sorra es pot reciclar moltes vegades en la majoria de les operacions i exigeix poc manteniment.

### Fosa en guix
La fosa en guix és similar a la fosa en sorra excepte que aquesta se substitueix pel guix.
Generalment, la forma triga menys d'una setmana en preparar-se, i es pot arribar a tenir una producció d'1-10 unitats/h-motlle. Es poden preparar peces tan pesades com de 45 kg i tan lleugeres com de 30 g, amb molt bon acabat superficial i toleràncies molt petites. La fosa en guix és una alternativa barata a altres processos de fabricació d'objectes complexos a causa del baix cost del guix i la seva habilitat per produir foses de formes netes i ben dibuixades. El desavantatge més gran és que només es pot utilitzar amb materials no ferrosos de punt de fusió baix, com alumini, coure, magnesi, i zinc.

### Fosa en capa de sorra
La fosa en capa de sorra és semblant a l'emmotllament senzill en sorra, però la cavitat del motlle està revestida per una "closca" endurida de sorra. La sorra utilitzada en aquesta tècnica és més fina i de qualitat que la sorra emprada en l'altra tècnica, i es barreja amb una resina de manera que pugui ser escalfada i endurir-se al voltant de la forma. A causa de la resina i sorra més fina, aquesta tècnica dona un acabat superficial molt més fi. El procés s'automatitza fàcilment i és més precís que l'emmotllament senzill de sorra. Els metalls comuns que es poden manufacturar per aquesta tècnica inclouen ferro colat, alumini, magnesi, i aliatges de coure. Aquest procés és ideal per elements complexos de mides petites o mitjanes.

### Fosa a la cera perduda
La cera perduda és una tècnica de modelatge de figures i peces, en principi de vidre o de metall, que es fa servir a la indústria per fabricar peces de precisió o, de vegades, també per artesans, per exemple, joiers o escultors. Aquesta tècnica, d'origen antic, permet reproduir detalls petits i subtils, però no sempre funciona bé amb certs volums complexos. A més és arriscada, ja que es pot trencar la figura i el motlle, i és una de les tècniques metal·lúrgiques més cares, ja que no només cal fer motllos -que sempre resulta el més car- sinó que aquests són usualment d'un sol ús. Un avantatge és que la cera es pot reutilitzar.
El procediment es basa a tallar la peça original en cera que és tova i permet realitzar-hi tota mena de detalls. Altres materials que es poden usar també són la terrissa, el greix, la parafina o d'altres (polímers, per exemple). A aquesta peça se li afegeixen uns tubs fins i massissos, també de cera, que després serviran per a crear canals per on es vessarà el material líquid. El conjunt es cobreix d'un material tou però que pugui esdevenir dur i amb certes propietats tèrmiques com, per exemple, el ciment, de manera que hi sobresurtin els extrems dels sortints afegits. Després cal endurir el material tou que cobria el model de cera. A continuació s'aplica calor per a fondre la cera i evacuar-la per forats i canals creats pels cilindres o cons afegits. A continuació es vessa el metall fos a dins del motlle per obtenir la peça final.
El procés és adequat per producció en sèrie de components de formes netes amb una gran varietat de metalls diferents i aliatges. Encara que generalment s'utilitza per foses petites, aquest procés s'ha utilitzat també per produir marcs de porta d'aeronaus, foses d'acer de fins a 300kg i foses d'alumini de fins a 30kg.

### Fosa amb models volàtils
Això és una classe de processos de fosa que utilitzen materials per fer els patrons de forma (o models) que s'evaporen durant l'abocament del material fos dins del motlle, de manera que no hi ha cap necessitat de treure el material patró del motlle abans de llençar el metall fos. Els dos processos principals són l'emmotllament a l'escuma perduda i l'emmotllament a motlle complet.

#### Fosa a l'escuma perduda
La fosa a l'escuma perduda és un tipus de procés de fosa que utilitza un model que es volatilitza fàcilment. Aquest és una tècnica similar a l'emmotllament a la cera perduda, excepte que s'utilitza l'escuma per fabricar el model en comptes de la cera. Aquest procés aprofita el punt d'ebullició baix de l'escuma per simplificar el procés de fosa, eliminant la necessitat de desfer la cera del motlle.

#### Fosa a motlle complert
La fosa a motlle complet és un procés de fosa amb un model volàtil que és una combinació de la fosa en sorra i la fosa en escuma perduda. Utilitza un model d'escuma de poliestirè expandit que està envoltat per sorra de fosa. El metall s'aboca llavors directament al motlle que vaporitza l'escuma en posar-se en contacte amb ella.

## Fosa en motlles reutilitzables

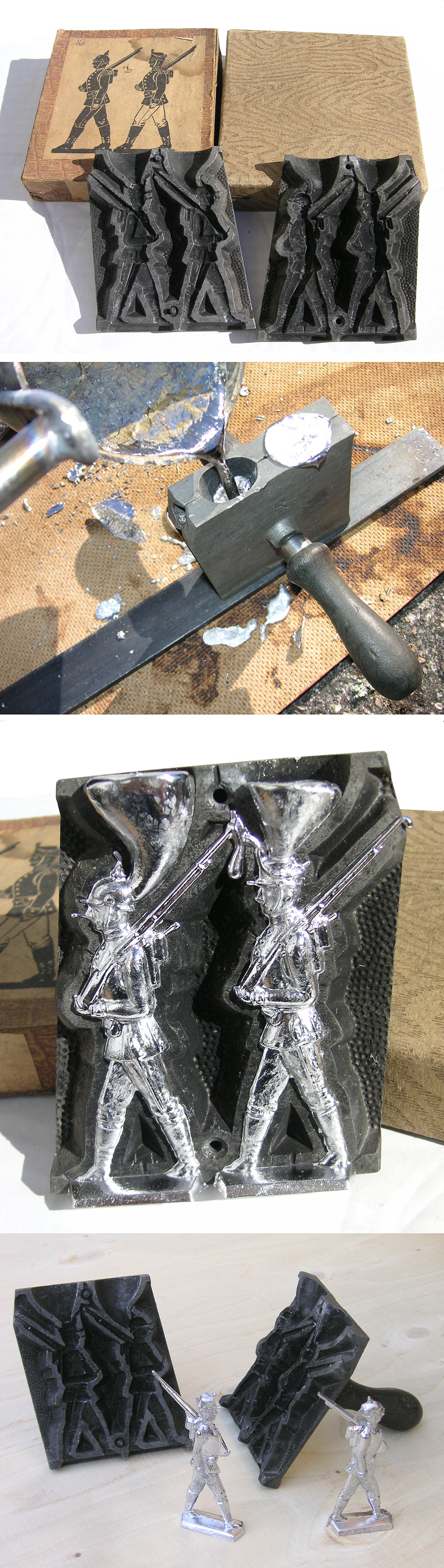
Foses en motlles permanents

La fosa en motlles permanents difereix de la fosa en motlles d'un sol ús en què el motlle no s'ha de refer després de cada cicle de producció. Aquesta tècnica inclou, almenys, quatre mètodes diferents: motlle permanent; fosa a pressió; fosa per centrifugat i per colada contínua. Aquesta forma de fosa millora la fiabilitat de les peces obtingudes en tot moment.

### Fosa en motlle permanent
La fosa en motlles permanents és un tipus de fosa que utilitza motlles reutilitzables fets habitualment de ferro. El mètode més emprat utilitza el mètode d'ompliment per gravetat, encara que també es pot fer servir un gas a pressió o el buit per omplir el motlle. Una variació del procés de fosa per gravetat típic s'anomena fosa de fang i produeix peces acabades buides. Els metalls més comuns obtinguts pel mètode de fosa per gravetat són: alumini, magnesi, i aliatges de coure. Altres materials com l'estany (llauna), zinc, i aliatges de plom i ferro (acer) també es fonen, però en motlles de grafit. Els motlles permanents, encara que duran més d'un sol process, tenen també una vida limitada.

### Fosa a pressió
El procés de fosa a pressió força un metall fos a introduir-se a pressió en la cavitat d'un motlle prefabricat. Aquest mètode s'utilitza principalment per metall no ferrosos com el zinc, coure i alumini, encara que també es pot fer servir per a metalls ferrosos. El mètode de fosa a pressió és especialment indicat per objectes amb petites o mitjanes parts on es necessita una bona qualitat superficial i bons acabats.

### Fosa d'un metall semi solid
La fosa d'un metall semisòlid és un procés modificat de fosa que redueix les porositats residuals presents en la majoria de peces de fosa. En comptes d'un metall líquid, aquest mètode utilitza un material altament viscós que a la vegada és sòlid i parcialment líquid. S'utilitza un dispositiu a pressió per injectar el material a l'interior del motlle. L'alta viscositat del material i les apropiades condicions d'ompliment asseguren que el material ompli el motlle sense turbulències, de manera que la porositat del producte final és òptima.
Aquest mètode s'utilitza comercialment per preparar aliatges d'alumini i magnesi. Els avantatges més importants d'aquesta tècnica és la de produir peces de formes complicades, resistents a la pressió i amb acabats de qualitat.

### Fosa per centrifugació
En aquest procés el metall líquid s'introdueix en un motlle amb un moviment de rotació. El líquid fos flueix per l'eix de gir i es precipita cap a les parets exteriors del motlle per la força centrífuga, on se solidifica.
La colada per centrifugació funciona per gravetat i és independent de la pressió, ja que el dispositiu crea la seva pròpia força centrífuga i genera forces fins a 900 N en la cavitat rotatòria. El temps d'operació depèn del disseny de la màquina. En general es poden produir fins a 30-50 peces/(h-motlle) fins a un límit de 900 kg de massa total i 2,3-4,5 kg per cada peça.
La primera aplicació d'aquesta tècnica va ser desenvolupada per l'empresa alemanya Krupp per fabricar rodes de locomotores i vagons de tren, fet que va influir notablement en l'èxit de la companyia.
De vegades, les peces petites d'art com joies són foses per aquest mètode utilitzant el procés de la cera perduda, ja que les forces centrífugues permeten que el metall fos penetri dins els més recòndits llocs del motlle, permetent així reproduir fins detalls com fulles i pètals de flors.

### Colada contínua
La colada contínua és un refinament del procés de fosa destinada a una producció contínua d'un gran volum de lingots de metall amb una secció constant. El metall fos s'aboca en un motlle de coure obert, refredat amb aigua. El refredament deixa una capa de metall sòlid sobre el centre del material encara líquid, anomenat "bri". El bri s'empeny fora del motlle i es diposita sobre uns rodets en una cambra on es ruixa amb aigua. El bri es va solidificant gradualment des de fora a dins del material. Després de la solidificació, el bri es talla mecànicament o amb torxes oxiacetilèniques i es passa a l'acabat final o a l'emmagatzematge.
La colada contínua s'utilitza a causa dels baixos costos associats amb la producció contínua d'un producte estàndard, i també degut a la qualitat i uniformitat del producte final. Els metalls com l'acer, coure i alumini són fosos d'aquesta manera, siguen l'acer el material tractat així amb diferència.

## Terminologia
Els processos de fosa dels metalls utilitza la següent terminologia:
- model o patró: Un duplicat aproximat de la peça final que es forma en la cavitat del motlle.
- Material de modelatge: El material que s'empaqueta al voltant del model i que després es treu per deixar lliure la cavitat on s'abocarà el líquid fos.
- motlle: El marc de fusta o de metall rígid que sosté el material de modelatge, de vegades se'n diu encofrat.
- * Copa: La meitat superior de la matriu.
- * Contra-copa: : La meitat inferior de la matriu.
- Nucli: Peces que s'insereixen en el motlle per fer efectes especials, com cavitats en la peça final.
- Cavitat del motlle: L'àrea oberta allà el metall fos s'aboca per produir la peça final.
- Alimentadors addicionals: Alimentadors extres que hi ha en el motlle per omplir-lo de metall fos i compensar així la contracció d'aquest.
- Sistema de portes: La xarxa de canals connectats que reparteixen el material fos a les cavitats del motlle.
- * Tassa o abocador: Part superior del sistema de portes que serveix per abocar el metall fos des del gresol
- * Alimentador: El conducte vertical que uneix la tassa i el sistema de portes.
- * Alimentadors de distribució: Part del sistema de canals d'alimentació dins del sistema de portes que porta el material fos fins als motlles.
- * Portes: Entrades del material fos del sistema de portes i alimentadors de distribució fins als motlles.
- Respiradors: Els canals addicionals que proporcionen un escape als gasos generats durant l'abocament.
- Línia de separació o superfície de separació: La interfície entre la copa i la contra-copa d'un motlle
- Mascles: Els motlles emprats per fabricar els nuclis.

## Simulació dels processos de fosa

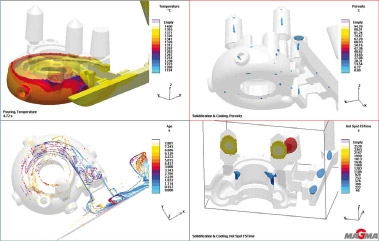
Un programari d'altes prestacions per a la simulació de processos de càsting proporciona grans oportunitats per una avaluació interactiva o automatitzada dels resultats (en el gràfic, per exemple, omplenat del motlle, solidificació, porositat i característiques del flux).

La simulació de procés de càsting utilitza mètodes numèrics per calcular la qualitat dels components d'una fosa considerant la manera d'emplenar el motlle, la solidificació i el refredament del material fos, proporcionant una predicció quantitativa de les propietats mecàniques, resposta a les tensions derivades dels estímuls tèrmics i les distorsions. Una simulació acurada permet preveure la qualitat d'una fosa abans de començar la producció. D'aquesta manera la maquinària de fondre pot ser dissenyada d'acord amb les propietats exigides a la peça final. Fer-ho així beneficia l'economia total del procés i comporta una notable disminució de l'energia, materials i eines emprades.
El programari ajuda a l'usuari en el disseny dels components, la determinació de la millor pràctica en el procés de la fosa, el millor disseny dels motlles i els tractaments tèrmics i acabats finals. Això elimina costos al llarg de tot el procés de fabricació.
La simulació dels processos de fosa es va desenvolupar a les universitats al començament dels anys 70,principalment a Europa i als EUA, i és considerat com la innovació més important en la tecnologia de la fosa durant els 50 darrers anys. Des de finals dels anys 80, aquests programaris són ja comercials i fan possible que les foneries tinguin una altra idea del que està passant dins del motlle o durant tot el procés de la fosa.
Alguns processos especialitzats, com fosa a pressió, utilitzen terminologia addicional.